# 克诺伦多夫
克诺伦多夫（德語：Knorrendorf）是德国梅克伦堡-前波美拉尼亚州的市镇，隶属于梅克伦堡湖区县。总面积为28.65平方千米，截至2023年12月31日总人口为529人。